# Перевал Номуги
«Перевал Номуги» (яп. あゝ野麦峠, Ah! Nomugi toge; англ. Oh! The Nomugi Pass) — фильм-драма режиссёра Сацуо Ямамото, вышедший на экраны в 1979 году. Фильм удостоен нескольких национальных кинопремий Японии, в том числе премии «Майнити» за лучший фильм года.

## Сюжет
Начало XX века. Япония вступает в стадию монополистического капитализма. Эксплуатация рабочего класса принимает в эти годы крайне острые формы.
В фильме прослеживаются трагические судьбы молодых работниц шёлкопрядильных фабрик — нежной, доброй Минэ, восторженной Кику, гордой и своенравной Юки, добродушной толстушки Токи, пришедших в город из горных деревень. В первые же дни пребывания на фабрике рухнули их мечты о хороших заработках и красивой городской жизни. Чтобы выполнить норму, приходилось трудиться до позднего вечера, отнимая время от еды, отдыха и сна. Первой не выдержала Токи — доведённая до отчаяния издевательствами и штрафами, девушка бросается в озеро. Уходит из жизни и Кику, погибшая вместе с женихом, который не вынес незаслуженного оскорбления. Только Юки, кажется, улыбнулось счастье — её любит сын хозяина, обещает жениться на ней. Но, увы, его женой становится дочь банкира. И, наконец, Минэ. Ей удаётся стать прекрасным специалистом, но её здоровье подорвано, и девушку безжалостно выгоняют с фабрики. Минэ умирает на перевале Номуги, не дойдя до родной деревни.

## В ролях
- Синобу Отакэ — Минэ Масаи
- Миэко Харада — Юки Синода
- Тикако Юри — Хана Мисима
- Юко Котэгава — Кику Содзи
- Ако Асано — Токи
- Акико Куросава — Мицу Сугияма
- Акико Сиката — Тами Араи
- Аями Имамура — Сава Ямамура
- Кодзи Морицугу — Харуо Адати
- Сэн Ямамото — Синкити Нонака
- Макото Акацука — Отомацу Кавасэ
- Такэо Тии — Масаи Тацудзи
- Таниэ Китабаяси — старуха в магазине
- Ко Нисимура — Масаи Юдзи
- Рэнтаро Микуни — Токити Адати

## Премьеры
- — национальная премьера фильма состоялась 9 июня 1979 года в Токио[1].
- — премьера в США 28 декабря 1979 года[1].
- — фильм демонстрировался в советском кинопрокате с ноября 1984 года[комм. 1][2].

## Награды и номинации
Премия Японской киноакадемии
- 3-я церемония вручения премии (1980)[3]

Выиграны:
- Премия за лучший саундтрек года — Масару Сато (удостоен приза за музыку к трём фильмам, в том числе: «Изменники ниндзя» и «Ночной охотник»).
- Премия за лучшую работу звукооператора — Син Ватараи (удостоен приза за звук к двум фильмам, в том числе к киноленте режиссёра Тадаси Имаи «Игра в воспитание»).

Номинации в категориях:
- за лучший фильм
- за лучшую режиссёрскую работу — Сацуо Ямамото.
- за лучшее исполнение главной женской роли — Синобу Отакэ.
- за лучшее исполнение мужской роли второго плана — Такэо Тии (номинация за роли в трёх фильмах, в том числе: «Горо (Золотой пёс)» и Torakku yarô: Neppû 5000 kiro).
- за лучшее исполнение женской роли второго плана — Миэко Харада (номинация за роли в двух фильмах, в том числе: Sono go no jingi naki tatakai).
- за лучшее исполнение женской роли второго плана — Тикако Юри (номинация за роли в двух фильмах, в том числе: Ore-tachi no kokyogaku).
- за лучший сценарий — Кэй Хаттори.
- за лучшую операторскую работу — Сэцуо Кобаяси.
- за лучшее освещение — Кадзуо Симамура.
- за лучшую работу художника-постановщика — Сигэо Мано.

Кинопремия «Майнити» (1980)
Выиграны:
- премия за лучший фильм 1979 года.
- премия за лучшую операторскую работу — Сэцуо Кобаяси.
- премия за лучшую работу художника-постановщика — Сигэо Мано.
- премия за лучшую музыку к фильму — Масару Сато.

Кинопремия «Кинэма Дзюмпо»
- номинация на премию за лучший фильм 1979 года, однако по результатам голосования занял лишь 9 место.

## Комментарии
1. ↑  В советском прокате фильм демонстрировался с ноября 1984 года, р/у Госкино СССР № 1902784 — опубликовано: журнал для работников кинопроката "Новые фильмы", 1984 / ноябрь, стр. 18.